# Cathédrale de Mileto
La cathédrale de Mileto ou cathédrale Notre-Dame de l'Assomption (en italien : cattedrale di Santa Maria Assunta) est une église catholique romaine de Mileto, en Italie. Il s'agit de la cathédrale du diocèse de Mileto-Nicotera-Tropea.

### Article lié
- Liste des cathédrales d'Italie
- Liste des cathédrales de la Calabre